# تارسو جينرو
تارسو جينرو (من مواليد 6 مارس 1947) سياسي برازيلي يساري من ولاية ريو غراندي دو سول الجنوبية. كان جينرو أحد الشركاء البارزين في لويز إيناسيو لولا دا سيلفا، وأحد أهم قادة حزب العمال في العقد الأول من القرن الحادي والعشرين.

## السيرة الشخصية
ولد جينرو لعائلة من الطبقة العاملة في ساو بورجا، ريو غراندي دو سول، وكان جينرو نشيطًا في السياسة منذ صغره. في أوائل الثمانينيات كان جينرو متحدثًا باسم الحزب الشيوعي الثوري جنبًا إلى جنب مع شقيقه أديلمو جينرو فيلهو.
كعضو في حزب العمال، تم انتخابه نائباً لرئيس بلدية بورتو أليغري من قبل "الجبهة الشعبية"، وهي قائمة يرأسها أوليفيو دوترا وهو عضو زميل في حزب العمال. تراكمت لديه منصب نائب رئيس البلدية مع منصب سكرتير الحكومة. في عام 1992 تم انتخاب جينرو لمنصب عمدة بورتو أليغري، على الرغم من خسارته في إعادة انتخابه في عام 1996. في عام 1998 تم التكهن بأنه مرشح رئاسي محتمل لحزب العمال بدلاً من لولا، على الرغم من أن لولا انتهى به المطاف في الترشح.
نتيجة لفضيحة منسالاو، خدم جينرو ما تبقى من فترة خوسيه جنوينو كرئيس للحزب في عام 2005. انتخب ريكاردو بيرزويني لهذا المنصب في وقت لاحق من ذلك العام.
بعد خدمته كرئيس مؤقت، كان جينرو مستشارًا سياسيًا بارزًا لـ لويز ايناشو الرئيس السابق للبرازيل (2006-2010)، خلال الحملة الرئاسية لعام 2006 المثيرة للجدل، ولكنها كانت ناجحة جدًا. في 16 مارس 2007 أصبح وزير العدل الجديد في حكومة لولا. في عام 2010 تم ذكر جينرو كخليفة محتمل للولا، على الرغم من أن ترشيح حزب العمال ذهب إلى الفائز النهائي ديلما روسيف.